# Asma bint Umais
Asma bint Umais (arabisch أَسْمَاء بِنْت عُمَيْس; † 660) war eine Sahāba des Islamischen Propheten Mohammed. Sie ist dafür bekannt, mit drei Sahaba verheiratet gewesen zu sein: Dschafar ibn Abi Talib, Abu Bakr und Ali ibn Abi Talib. Asma liegt in al-Bāb aṣ-Ṣaghīr begraben.

## Familie
Sie war die Tochter von Umais ibn Ma'ad vom Stamm der Chathʿam und Hind bint Awf vom Stamm der Himyaren. Ihre Geschwister waren Salma bint Umais, die Frau von Hamza ibn Abd al-Muttalib, und Awn ibn Umais. Zudem hatte Asma mindestens sechs Halbgeschwister aus drei weiteren Ehen ihrer Mutter: Mahmiyah ibn Al-Jaz', Lubaba bint al-Harith, welche Abbas ibn Abdul-Muttalib heiratete, Maymuna bint al-Harith, Al-Sa'ibn al-Harith, Qatn ibn al-Harith, Zaynab bint Khuzayma. Zwei ihrer Halbschwestern, Maymuna und Zainab, waren Ehefrauen des Propheten.
Aus ihren Ehen sind mindestens sechs Kinder überliefert.

### Kinder mit Dschafar ibn Abi Talib
- Abdullah ibn Dschafar
- Muhammad ibn Dschafar
- Awn ibn Dschafar

### Kinder mit Abu Bakr
- Mohammed ibn Abu Bakr

### Kinder mit Ali ibn Abi Talib
- Yahya ibn Ali
- Awn ibn Ali